# Сан Бјађо (Модена)
Сан Бјађо је насеље у Италији у округу Модена, региону Емилија-Ромања.
Према процени из 2011. у насељу је живело 636 становника. Насеље се налази на надморској висини од 18 м.